# Anton Grammel
Anton Grammel (* 24. Juli 1998 in Friedrichshafen) ist ein deutscher Skirennläufer. Seine stärksten Disziplinen sind der Riesenslalom und der Super-G.

## Biografie
Grammel wurde als jüngstes von drei Kindern seiner Eltern Elisabeth und Joachim geboren. Er besuchte die Bodensee-Schule St. Martin in Friedrichshafen, verließ seinen Heimatort Kressbronn am Bodensee und machte im Juni 2018 sein Abitur am Gertrud-von-le-Fort-Gymnasium, Partnerschule des Wintersports, in Oberstdorf. Nach einer vierwöchigen Grundausbildung in Hannover gehört Grammel nun der Sportfördergruppe der Bundeswehr in Sonthofen an.
2016 konnte Grammel bei den Olympischen Jugend-Winterspielen im norwegischen Lillehammer mit dem Gewinn der Bronzemedaille im Riesenslalom seinen ersten großen Erfolg feiern. 2017 nahm er erstmals an einem FIS-Rennen und den deutschen Meisterschaften (bester U19-Teilnehmer im Riesenslalom, Super-G und in der Super-Kombination) teil. Im Winter 2018 gewann Anton Grammel sein erstes FIS-Rennen im österreichischen Hochfügen. 
Bei den zwei Riesenslalom-Rennen im slowenischen Kranjska Gora feierte Grammel im März 2022 sein Debüt im alpinen Skiweltcup: In beiden Rennen hatte er sich für den zweiten Durchgang qualifiziert, schied aber am Samstag am vorletzten Tor aus. Am Sonntag belegte er den 26. Platz und sicherte sich damit seine ersten Weltcuppunkte. Sein bislang bestes Weltcupergebnis ist ein 10. Platz, den er am 15. März 2025 beim Riesentorlauf im norwegischen Hafjell erreichte.

## Erfolge

### Weltmeisterschaften
- Saalbach-Hinterglemm 2025: 12. Riesenslalom

### Weltcup
- 6 Platzierungen unter den besten 30

### Weltcupwertungen
| Saison  | Gesamt | Gesamt | Riesenslalom | Riesenslalom |
| Saison  | Platz  | Punkte | Platz        | Punkte       |
| ------- | ------ | ------ | ------------ | ------------ |
| 2021/22 | 150.   | 5      | 55.          | 5            |
| 2022/23 | 129.   | 16     | 46.          | 16           |
| 2023/24 | 120.   | 13     | 43.          | 13           |
| 2024/25 | 67.    | 107    | 21.          | 107          |

### Europacup
- Saison 2021/22: 8. Riesenslalomwertung
- 1 Podestplatz

### Nor-Am Cup
- Saison 2021/22: 5. Riesenslalomwertung
- 2 Podestplätze

### Juniorenweltmeisterschaften
- Davos 2018: 12. Kombination, 18. Super-G, 32. Riesenslalom, 47. Abfahrt
- Fassatal 2019: 20. Riesenslalom, 26. Kombination, 30. Slalom, 35. Abfahrt, 36. Super-G

### Weitere Erfolge
- 6 Siege in FIS-Rennen
- Olympische Jugend-Winterspiele 2016: 3. Riesenslalom, 14. Kombination, 25. Super-G